# پریچتوفسکی
پریچتوفسکی (به لاتین: Prichtovsky) یک منطقهٔ مسکونی در روسیه است که در آدیغیه واقع شده‌است.